# Gran Premio di Francia 1981
Il Gran Premio di Francia 1981 è stata l'ottava prova della stagione 1981 del Campionato mondiale di Formula 1. Si è corsa domenica 5 luglio 1981 sul Circuito di Digione. La gara è stata vinta dal francese Alain Prost  su Renault; per il vincitore si trattò del primo successo in carriera. Ha preceduto sul traguardo il britannico John Watson su McLaren-Ford Cosworth e il brasiliano Nelson Piquet su Brabham-Ford Cosworth.
La gara venne interrotta dopo 58 giri per l'arrivo della pioggia. Non essendo stato coperto il 75% della distanza prevista la gara riprese e la classifica venne stilata per somma di tempi.

## Vigilia

### Sviluppi futuri
La Federazione Internazionale Sport Automobilistico ordinò agli organizzatori del Gran Premio d'Austria degli urgenti lavori per il miglioramento della sicurezza del tracciato dell'Österreichring, pena la mancata effettuazione della gara.

### Aspetti tecnici
La Goodyear fece il suo ritorno in Formula 1, fornendo gli pneumatici a Williams e Brabham. Ciò portò però a dei problemi per l'impossibilità della Michelin di fornire alle scuderie a lei clienti (in pratica tutte, tranne la Toleman, che si appoggiava alla Pirelli) medesime gomme. La casa francese rifornì le coperture migliori alle case ufficiali (Ferrari, Renault, Talbot-Ligier e Alfa Romeo) e a McLaren, Lotus e Arrows. Alle altre venne garantita una fornitura ridotta. L'ATS, la March e la Theodore passarono così alla Avon, che aveva già fornito la Fittipaldi nei gran premio di San Marino, del Belgio e di Monaco.

### Aspetti sportivi
Il Gran Premio di Francia, nella sua solita alternanza, tornò sul Circuito di Digione-Prenois, che aveva ospitato la gara anche nel 1974, 1977 e 1979.
Jean-Pierre Jabouille (che aveva vinto proprio l'edizione 1979) abbandonò definitivamente la massima formula e venne sostituito da Patrick Tambay alla Ligier. Jabouille era stato vittima di un incidente nel corso del Gran Premio del Canada 1980, e pur partecipando a qualche gara nel 1981, non era riuscito a riprendere totale confidenza con la Formula 1. Tambay, che fino a quel momento aveva corso per la Theodore, venne sostituito da Marc Surer, che a sua volta, aveva disputato i primi sette gran premi stagionali con la Ensign. L'Osella portò il solo Beppe Gabbiani, visto il perdurare dell'indisponibilità di Miguel Ángel Guerra.
Tredici piloti ricevettero delle multe da 5.000 dollari in seguito alla manifestazione di solidarietà nei confronti dei meccanici, inscenata prima della partenza del Gran Premio del Belgio. Alcuni piloti però si rifiutavano di pagare l'ammenda e accusarono la Grand Prix Drivers' Association di non aver tutelato la loro posizione. I piloti fecero comunque ricorso contro le multe.

## Qualifiche

### Resoconto
Al venerdì le condizioni meteorologiche erano molto mutevoli, con alternanza di pioggia e di sole. Ciò faceva modificare di continuo la classifica. Il più veloce fu il britannico John Watson su McLaren, in 1'06"59: precedette le due Renault di René Arnoux e Alain Prost. La classifica fu così dominata da vetture equipaggiate da gomme Michelin: il migliore con le Goodyear fu Carlos Reutemann, ottavo.
Al sabato, nel giorno del suo trentatreesimo compleanno, René Arnoux fu capace di scendere sotto il muro dell'1'06" e conquistare così la sesta pole position nel mondiale; Watson conservò la prima fila, anche se Alain Prost ottenne il suo stesso tempo. Gilles Villeneuve fu protagonista di un'uscita di pista a 240 km/h, senza però conseguenze fisiche per il canadese. Le Ferrari scontavano una scarsa aderenza. Migliorarono le prestazioni per le vetture gommata dalla Goodyear: Nelson Piquet chiuse quarto. Dagli scarsi pneumatici vennero penalizzate le Arrows con Riccardo Patrese dodicesimo e Siegfried Stohr (costretto a usare le stesse coperture usate nel Gran Premio di Spagna) non qualificato.

### Risultati
I risultati delle qualifiche furono i seguenti:
| Pos                     | Nº | Pilota            | Costruttore              | Tempo   | Griglia |
| ----------------------- | -- | ----------------- | ------------------------ | ------- | ------- |
| 1                       | 16 | René Arnoux       | Renault                  | 1'05"95 | 1       |
| 2                       | 7  | John Watson       | McLaren-Ford Cosworth    | 1'06"36 | 2       |
| 3                       | 15 | Alain Prost       | Renault                  | 1'06"36 | 3       |
| 4                       | 5  | Nelson Piquet     | Brabham-Ford Cosworth    | 1'06"91 | 4       |
| 5                       | 8  | Andrea De Cesaris | McLaren-Ford Cosworth    | 1'07"03 | 5       |
| 6                       | 26 | Jacques Laffite   | Ligier-Matra             | 1'07"09 | 6       |
| 7                       | 2  | Carlos Reutemann  | Williams-Ford Cosworth   | 1'07"42 | 7       |
| 8                       | 12 | Elio De Angelis   | Lotus-Ford Cosworth      | 1'07"52 | 8       |
| 9                       | 1  | Alan Jones        | Williams-Ford Cosworth   | 1'07"53 | 9       |
| 10                      | 22 | Mario Andretti    | Alfa Romeo               | 1'07"56 | 10      |
| 11                      | 27 | Gilles Villeneuve | Ferrari                  | 1'07"60 | 11      |
| 12                      | 23 | Bruno Giacomelli  | Alfa Romeo               | 1'07"63 | 12      |
| 13                      | 11 | Nigel Mansell     | Lotus-Ford Cosworth      | 1'07"62 | 13      |
| 14                      | 28 | Didier Pironi     | Ferrari                  | 1'08"09 | 14      |
| 15                      | 6  | Héctor Rebaque    | Brabham-Ford Cosworth    | 1'08"21 | 15      |
| 16                      | 25 | Patrick Tambay    | Ligier-Matra             | 1'08"47 | 16      |
| 17                      | 20 | Keke Rosberg      | Fittipaldi-Ford Cosworth | 1'09"35 | 17      |
| 18                      | 29 | Riccardo Patrese  | Arrows-Ford Cosworth     | 1'09"37 | 18      |
| 19                      | 3  | Eddie Cheever     | Tyrrell-Ford Cosworth    | 1'09"88 | 19      |
| 20                      | 17 | Derek Daly        | March-Ford Cosworth      | 1'09"94 | 20      |
| 21                      | 33 | Marc Surer        | Theodore-Ford Cosworth   | 1'10"21 | 21      |
| 22                      | 14 | Eliseo Salazar    | Ensign-Ford Cosworth     | 1'10"50 | 22      |
| 23                      | 4  | Michele Alboreto  | Tyrrell-Ford Cosworth    | 1'10"64 | 23      |
| 24                      | 21 | Chico Serra       | Fittipaldi-Ford Cosworth | 1'10"86 | NP      |
| Vetture non qualificate |    |                   |                          |         |         |
| NQ                      | 30 | Siegfried Stohr   | Arrows-Ford Cosworth     | 1'11"24 | NQ      |
| NQ                      | 35 | Brian Henton      | Toleman-Hart             | 1'11"28 | NQ      |
| NQ                      | 9  | Slim Borgudd      | ATS-Ford Cosworth        | 1'12"20 | NQ      |
| NQ                      | 31 | Beppe Gabbiani    | Osella-Ford Cosworth     | 1'12"24 | NQ      |
| NQ                      | 36 | Derek Warwick     | Toleman-Hart             | 1'13"65 | NQ      |

## Gara

### Resoconto

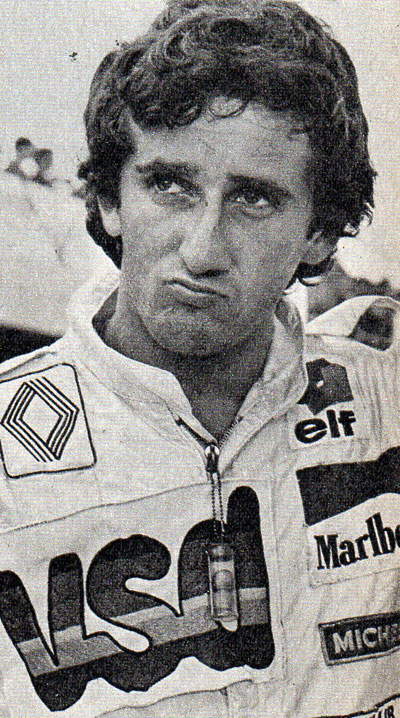
Il 26enne francese Alain Prost coglie nel Gran Premio casalingo la prima delle sue 51 vittorie in Formula 1

Lo starter fece confusione al via: dopo l'accensione del semaforo rosso non attese i 4 secondi minimi previsti dal regolamento ma fece subito scattare la gara. Compreso l'errore, rifece apparire il rosso, seguito subito dopo di nuovo dal verde. Nelson Piquet si è trovato in testa, seguito da John Watson, Alain Prost, Andrea De Cesaris, Gilles Villeneuve, Jacques Laffite. René Arnoux, partito dalla pole, era solo decimo, con la vettura danneggiata all'alettone anteriore, per un contatto al via. Villeneuve conquistò il terzo posto dopo due giri, mentre si faceva largo Carlos Reutemann, che passò prima Mario Andretti, poi Laffite e De Cesaris, ponendosi all'inseguimento del canadese della Ferrari.
Al sesto giro Reutemann superò Villeneuve, che scontava problemi agli pneumatici, superato poco dopo anche dal rimontante Arnoux. La classifica era sempre guidata da Piquet, seguito da Watson, Prost, Reutemann, Arnoux, Villeneuve, De Cesaris e Laffite.
Come a Jarama si formò un trenino dietro a Villeneuve (sesto), con De Cesaris, Laffite, Pironi e De Angelis, tutti vicinissimi. Ne approfittò Héctor Rebaque che già al giro 30 aveva superato De Angelis, Pironi, De Cesaris e Laffite, portandosi subito dietro a Villeneuve. Tre giri dopo Arnoux passò Reutemann mentre il battistrada Piquet perse il vantaggio su Prost a causa di un guaio sulla gomma anteriore sinistra. Al 42º giro Villeneuve si fermò col motore in panne, mentre al giro 45 René Arnoux venne risuperato da Reutemann.
Al giro 58 iniziò a piovere, quando mancavano solo 2 giri per completare il 75% del GP: il direttore di gara espose la bandiera rossa e sospese la corsa. Il regolamento sportivo prevedeva che, se non fosse stato raggiunto il 75%, ma compiuti più di due giri, una gara sospesa andasse conclusa, con classifica finale data dalla somma dei tempi delle due manche. La situazione però appariva caotica: inizialmente alcuni piloti avevano creduto che la gara fosse terminata, con l'assegnazione di un punteggio dimezzato (come nel Gran Premio d'Austria 1975), tanto da abbandonare le vetture; successivamente circolò l'ipotesi che la gara fosse terminata regolarmente e, infine, venne comunicato che sarebbero stati percorsi i 22 giri che mancavano per il raggiungimento della distanza prevista inizialmente.
La pioggia cessò quasi subito: la Michelin fornì ai suoi team gomme soft, utilizzate in prova, in quanto si riteneva che potevano resistere per i 22 giri che restavano,  garantendo grande concorrenzialità, visto che la Goodyear non disponeva di gomme a mescola morbida. La classifica al momento dell'interruzione vedeva primo Piquet, Prost secondo a 6"79, Watson a 7”28, Reutemann a 28”13, Arnoux a 39”10. Seguivano poi Rebaque, Laffite, De Angelis e Pironi staccati di un giro.
Alla seconda partenza, quarantacinque minuti dopo l'interruzione, Prost andò subito in testa seguito da Watson, Arnoux, Piquet, Rebaque, Reutemann e Pironi mentre Laffite usciì di pista dopo un contatto con Reutemann. A metà giro Watson passò Prost in staccata alla Double Gauche de la Bretelle ma arrivò lungo e viene risuperato.
Piquet dovette cedere poi due posizioni a Reutemann e Pironi, ma l'argentino scontò un calo di motore e precipitò fino al decimo posto. Prost vinse così il suo primo Gran Premio di Formula 1, davanti a Watson, e Piquet. Prost fu il 68º pilota a riuscire a imporsi in una gara valida per il mondiale.

### Risultati
I risultati del gran premio furono i seguenti:
| Pos | No | Pilota              | Costruttore              | Giri | Tempo/Ritiro                | Pos. Griglia | Punti |
| --- | -- | ------------------- | ------------------------ | ---- | --------------------------- | ------------ | ----- |
| 1   | 15 | Alain Prost         | Renault                  | 80   | 1h35'48"13                  | 3            | 9     |
| 2   | 7  | John Watson         | McLaren-Ford Cosworth    | 80   | + 2"29                      | 2            | 6     |
| 3   | 5  | Nelson Piquet       | Brabham-Ford Cosworth    | 80   | + 24"22                     | 4            | 4     |
| 4   | 16 | René Arnoux         | Renault                  | 80   | + 42.30                     | 1            | 3     |
| 5   | 28 | Didier Pironi       | Ferrari                  | 79   | + 1 giro                    | 14           | 2     |
| 6   | 11 | Elio De Angelis     | Lotus-Ford Cosworth      | 79   | + 1 giro                    | 8            | 1     |
| 7   | 12 | Nigel Mansell       | Lotus-Ford Cosworth      | 79   | + 1 giro                    | 13           |       |
| 8   | 22 | Mario Andretti      | Alfa Romeo               | 79   | + 1 giro                    | 10           |       |
| 9   | 6  | Héctor Rebaque      | Brabham-Ford Cosworth    | 78   | + 2 giri                    | 15           |       |
| 10  | 2  | Carlos Reutemann    | Williams-Ford Cosworth   | 78   | + 2 giri                    | 7            |       |
| 11  | 8  | Andrea De Cesaris   | McLaren-Ford Cosworth    | 78   | + 2 giri                    | 5            |       |
| 12  | 33 | Marc Surer          | Theodore-Ford Cosworth   | 78   | + 2 giri                    | 21           |       |
| 13  | 3  | Eddie Cheever       | Tyrrell-Ford Cosworth    | 77   | + 3 giri                    | 19           |       |
| 14  | 29 | Riccardo Patrese    | Arrows-Ford Cosworth     | 77   | + 3 giri                    | 18           |       |
| 15  | 23 | Bruno Giacomelli    | Alfa Romeo               | 77   | + 3 giri                    | 12           |       |
| 16  | 4  | Michele Alboreto    | Tyrrell-Ford Cosworth    | 77   | + 3 giri                    | 23           |       |
| 17  | 1  | Alan Jones          | Williams-Ford Cosworth   | 76   | Collisione con B.Giacomelli | 9            |       |
| Rit | 26 | Jacques Laffite     | Ligier-Matra             | 57   | Sospensione                 | 6            |       |
| Rit | 17 | Derek Daly          | March-Ford Cosworth      | 55   | Motore                      | 20           |       |
| Rit | 27 | Gilles Villeneuve   | Ferrari                  | 41   | Probl. Elettrici            | 11           |       |
| Rit | 25 | Patrick Tambay      | Ligier-Matra             | 30   | Cuscinetto di ruota         | 16           |       |
| Rit | 20 | Keke Rosberg        | Fittipaldi-Ford Cosworth | 11   | Sospensione                 | 17           |       |
| Rit | 14 | Eliseo Salazar      | Ensign-Ford Cosworth     | 6    | Sospensione                 | 22           |       |
| NP  | 21 | Chico Serra         | Fittipaldi-Ford Cosworth | 0    | Incidente                   | 24           |       |
| NQ  | 30 | Siegfried Stohr     | Arrows-Ford Cosworth     |      |                             |              |       |
| NQ  | 35 | Brian Henton        | Toleman-Hart             |      |                             |              |       |
| NQ  | 9  | Slim Borgudd        | ATS-Ford Cosworth        |      |                             |              |       |
| NQ  | 31 | Beppe Gabbiani      | Osella-Ford Cosworth     |      |                             |              |       |
| NQ  | 36 | Derek Warwick       | Toleman-Hart             |      |                             |              |       |
| WD  | 32 | Miguel Ángel Guerra | Osella-Ford Cosworth     |      |                             |              |       |

## Classifiche

### Piloti
| Pos. | Pilota            | Punti |
| ---- | ----------------- | ----- |
| 1    | Carlos Reutemann  | 37    |
| 2    | Nelson Piquet     | 26    |
| 3    | Alan Jones        | 24    |
| 4    | Gilles Villeneuve | 21    |
| 5    | Jacques Laffite   | 17    |
| 6    | Alain Prost       | 13    |
| 7    | John Watson       | 10    |
| =    | Riccardo Patrese  | 10    |
| 9    | Elio De Angelis   | 8     |
| 10   | Didier Pironi     | 7     |
| 11   | Nigel Mansell     | 5     |
| 12   | René Arnoux       | 5     |
| 13   | Eddie Cheever     | 5     |
| 14   | Marc Surer        | 4     |
| 15   | Mario Andretti    | 3     |
| =    | Héctor Rebaque    | 3     |
| 17   | Patrick Tambay    | 1     |
| =    | Andrea De Cesaris | 1     |

### Costruttori
| Pos. | Team                   | Punti |
| ---- | ---------------------- | ----- |
| 1    | Williams-Ford Cosworth | 61    |
| 2    | Brabham-Ford Cosworth  | 29    |
| 3    | Ferrari                | 28    |
| 4    | Renault                | 18    |
| 5    | Ligier-Matra           | 17    |
| 6    | Lotus-Ford Cosworth    | 13    |
| 7    | McLaren-Ford Cosworth  | 11    |
| 8    | Arrows-Ford Cosworth   | 10    |
| 9    | Tyrrell-Ford Cosworth  | 5     |
| 10   | Ensign-Ford Cosworth   | 4     |
| 11   | Alfa Romeo             | 3     |
| 12   | Theodore-Ford Cosworth | 1     |

## Polemiche dopo la gara
Nelson Piquet, pilota della Brabham, in testa nella prima parte del gran premio, prima dell'interruzione, fu molto polemico nei confronti della direzione di corsa. Secondo lui, la decisione di interrompere la gara, quando mancavano solo due giri al raggiungimento del 75% della distanza, aveva favorito Alain Prost, pilota francese e poi vincitore.